# Миленијумски спортски комплекс
Миленијумски спортски комплекс (мађ. Millenáris Sporttelep) вишенаменски је велодром у Будимпешти, Мађарска. Углавном користи за бициклистичке догађаје, али се користи и за фудбалске утакмице. Дворана има капацитет од 8.130 гледалаца, а отворена је 1896. године. Стаза је дугачка 412 м и направљена је од бетона.

## Међународне утакмице Мађарске
Од 1903. до 1911. године Фудбалска репрезентација Мађарске одиграла је 18 званичних међународних утакмица на Миленијумском спортском комплексу. Претходно, 1901. године, одигране су три утакмице против два енглеска клупска тима. Рекорд посећености постављен је 29. октобра 1911. године на последњој међународној утакмици против Швајцарске са 18.000 гледалаца.
- 11. апр 1901. Угарска  0 — 4  Ричмонд AFC (пријатељска, незванична)
- 12. апр 1901. Угарска  1 — 5  Сереј Вондерерс (пријатељска, незванична)
- 13. апр 1901. Угарска  1 — 6  Сереј Вондерерс (пријатељска, незванична)
- 05. апр 1903. Угарска  2 — 1  Бохемија (пријатељска)
- 02. јун 1904. Угарска  3 — 0  Аустрија (пријатељска)
- 09. апр 1905. Угарска  0 — 0  Аустрија (пријатељска)
- 01. апр 1906. Угарска  1 — 1  Бохемија (пријатељска)
- 04. нов 1906. Угарска  3 — 1  Аустрија (пријатељска)
- 07. апр 1907. Угарска  5 — 2  Бохемија (пријатељска)
- 03. нов 1907. Угарска  4 — 1  Аустрија (пријатељска)
- 05. апр 1908. Угарска  5 — 2  Бохемија (пријатељска)
- 10. јун 1908. Угарска  0 — 7  Енглеска (пријатељска)
- 01. нов 1908. Угарска  5 — 3  Аустрија (пријатељска)
- 04. апр 1909. Угарска  3 — 3  Немачка (пријатељска)
- 29. мај 1909. Угарска  2 — 4  Енглеска (пријатељска)
- 30. мај 1909. Угарска  1 — 1  Аустрија (пријатељска)
- 31. мај 1909. Угарска  2 — 8  Енглеска (пријатељска)
- 07. нов 1909. Угарска  2 — 2  Аустрија (пријатељска)
- 26. мај 1910. Угарска  6 — 1  Италија (пријатељска)
- 06. нов 1910. Угарска  3 — 0  Аустрија (пријатељска)
- 29. окт 1911. Угарска  9 — 0  Швајцарска (пријатељска)

## Галерија
- Трка на стази 1940
- Такмичење у бициклизму на стази на Велодрому 1976. године
- Скејтборд на стази (1980)
- Клизалиште у ваздушној куполи на стадиону (октобар 2013.)